# Лудвиг Ернст фон Саксония-Гота-Алтенбург
Лудвиг Ернст фон Саксония-Гота-Алтенбург (на немски: Ludwig Ernst von Sachsen-Gotha-Altenburg; * 29 декември 1707, Гота; † 13 август 1763, Гота) от рода на Ернестински Ветини, е принц на Саксония-Гота-Алтенбург и генерал-лейтенант в Мюнстер.

## Живот
Син е на херцог Фридрих II фон Саксония-Гота-Алтенбург (1676 – 1732) и съпругата му Магдалена Августа фон Анхалт-Цербст (1679 – 1740), дъщеря на княз Карл Вилхелм фон Анхалт-Цербст.
Лудвиг Ернст не се жени. Той умира на 13 август 1763 г. на 55 години в Гота.